# 弗拉丹·阿拉诺维奇
弗拉丹·阿拉诺维奇（1967年7月3日—），克罗地亚男子篮球运动员。他曾代表克罗地亚国家队参加1992年和1996年夏季奥林匹克运动会篮球比赛，其中1992年奥运会获得一枚银牌。